# フランス西インド会社
フランス西インド会社（フランス語: Compagnie française des Indes occidentales）は、フランス東インド会社が設立される約3か月前の1664年5月28日にジャン＝バティスト・コルベールによって設立され、1674年1月2日に解散したフランスの貿易会社。会社は（アフリカとアメリカの）大西洋岸のフランス植民地を委譲され、40年間のアメリカとの貿易の独占を認められた。グアドループで始められた砂糖事業の利益で、カナダ植民地（ヌーベルフランス）への移住を支援することになっていた。資本金は600万ポンドで、本社はル・アーヴルにあった。
会社の資本は非常に多かったので、6か月足らずで、45隻の船を用意し、移譲されたすべての土地を確保し、所有し、貿易を開始した。しかし1674年1月2日に植民地の委譲は取り消され、植民地は国王の所有に復した。王は冒険商人たちの行動に対して償還を行った。
この措置は、王がイングランドと組んで起こした仏蘭戦争（オランダ戦争）のせいで、会社が多額の損失を出して窮地に陥ったことが一因だった。そして、ギニア湾岸に対する会社の独占排除も望まれていた。会社があってもなくても、フランス人商人たちはアンティル諸島との貿易を望んでいた。

## ヌーベルフランス（カナダ）での活動
1665年、会社はイロコイ・インディアンの侵入に対する備えとして、カリニャン・サリエール連隊を得た。ドーフィネ、リグーリア、ピエモンテ、サヴォワから1,200人の兵士が到着して植民地を守り、また、後には兵士達のいくらかは帰国せずに現地に定住した。1666年、行政官のジャン・タロンは最初の植民地人口調査を実施して3,215人の住民を確認した。植民地人口は、結婚と出生を奨励する政策の結果として、1672年に6,700人に増加していた。1667年、イロコイ族のいくつかの部族、モホーク族とオナイダ族が和平を結んだ。
シャルル・オーベール・ド・ラ・チェスネはタドゥサックで毛皮商人として1663年から1666年まで働き、会社の総書記として1666年から1669年まで働いてから退社した。そしてサンジャン湖での伐採業（林業）で成功し、仏本国のラ・ロシェルに長期滞在した。これによって、彼はいくつかのヨーロッパ諸国と取引を行うようになり、数隻の船を保有するに至った。
会社の解散直後にカナダに戻ると、1675年から1681年まで、友人であるジャン・ウディエットと西方会社 (フランス)の権利を取得し、カナダの主要な輸出品であったビーバーの毛皮（生皮）を独占した。1672年、ジャン・タロンは、彼と他の2人のパートナーに、ペルセを漁港とする権利を与えた。彼はリビエール・デュ・ルー（Rivière-du-Loup）の領主権を1673年12月23日に受け取った。
チェスネは他にもリビエール・デュ・ルーの東方の荘園領主権（1675年）、セントフランシスとセントジョンの半知行（1677年）、ヘア島（1677年）なども購入した。

## カリブ海での活動
タバコ農園はフランス植民地で大きく開発された。1658年に設立されたカーボベルデ・セネガル会社から権利を引き継ぎ、会社はセネガルの奴隷貿易を独占していた。1666年、会社はダホメ王国（ベナン）のサヴィとウィダーに事務所を作り、他の熱帯製品を購入した。
会社は、オランダ人と密輸に従事していたカリブ海のフランス人入植者の利益と対立していた。独占のため、砂糖の価格は、英国領のバルバドスやジャマイカに比べて法外に高くなっていた。
イギリスのジャマイカ島は1670年代初頭から大規模に奴隷を輸入していたので、フランス人砂糖農園主たちは、十分な奴隷を提供していないと会社を非難していた。